# Kanton Štrasburk-5
Kanton Štrasburk-5 (fr. Canton de Strasbourg-5) je francouzský kanton v departementu Bas-Rhin v regionu Grand Est. Tvoří ho pouze část města Štrasburk.